# Мейреллис, Виктор

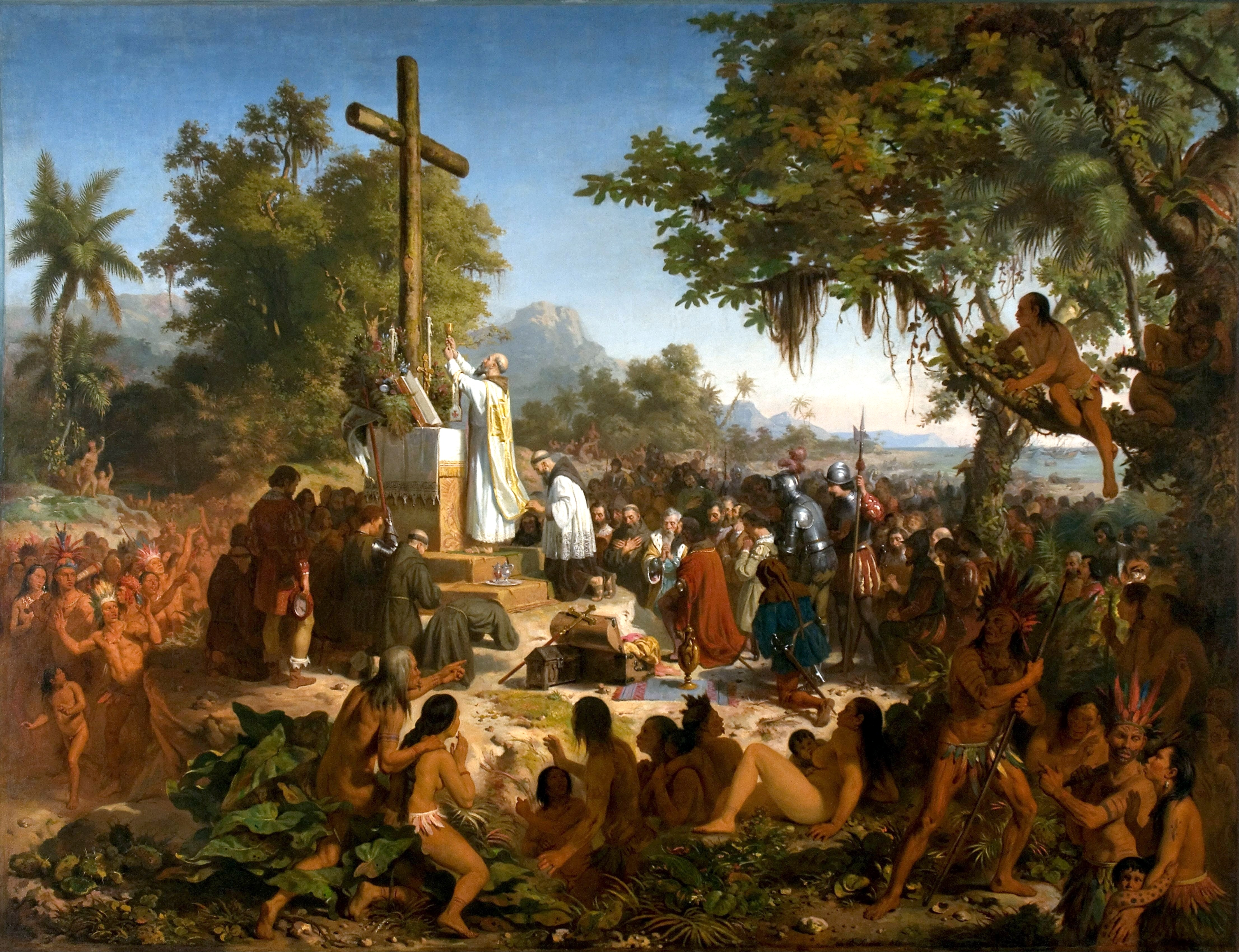
«Первая месса в Бразилии»

Виктор Мейреллис ди Лима (порт.  Victor Meirelles de Lima; 18 августа 1832, Флорианополис — 22 февраля 1903, Рио-де-Жанейро) — бразильский художник.

## Биография
Внебрачный сын португальского иммигранта. В раннем возрасте проявил талант к рисованию, создав свою первую известную работу (пейзаж острова Санта-Катарина) в возрасте четырнадцати лет. Эта работа произвела впечатление на Иеронима Коэльо, императорского советника, который в 1847 году пригласил его переехать в Рио-де-Жанейро и познакомил с Феликсом Таунаем, директором вновь созданной Императорской академии изящных искусств. Обучался в академии вместе с Жозе Алмейда Жуниором и Педру Америко до 1852 года. Ученик Мануэля де Араужо Порту-алегре.
В 1852 году его картина «Святой Иоанн Креститель в темнице» выиграла Prix du Voyage, позволявший отправиться в учебную поездку в Европу.
Продолжил обучение в Париже, Римской Академии Святого Луки и Флоренции. В 1856 году вернулся в Париж и оставался до 1860 года. Учился в Школе изящных искусств под руководством Леона Конье, Поля Делароша

## Творчество
Виктор Мейреллис принадлежал к школе бразильского неоклассицизма, которая появилась в середине XIX века и стал особо известным в 1970 годах.
Большинство его картин 1852—1900 годов относится к родной Бразилии. В 1879 г. выставил свою гигантску картину «Битва за Гуарарапес (1879)» в бразильской Императорской академии изящных искусств.
Автор ряда работ на религиозные, исторические и военные темы, позволивших ему стать одним из самых популярных художников Бразилии.
Одной из самых известных работ Мейреллиса является картина «Primeira Missa no Brasil» («Первая месса в Бразилии»), которую художник писал два года. Полотно стало первой бразильской картиной, которую можно было увидеть на выставках в Париже.
С тех пор картина была использована во многих учебниках по истории и изображена на 1000-тысячной банкноте бразильского крузейро.

## Награды
- Орден Розы (Бразилия) (1861)
- Орден Христа (Бразилия) (1864)

## Избранные картины

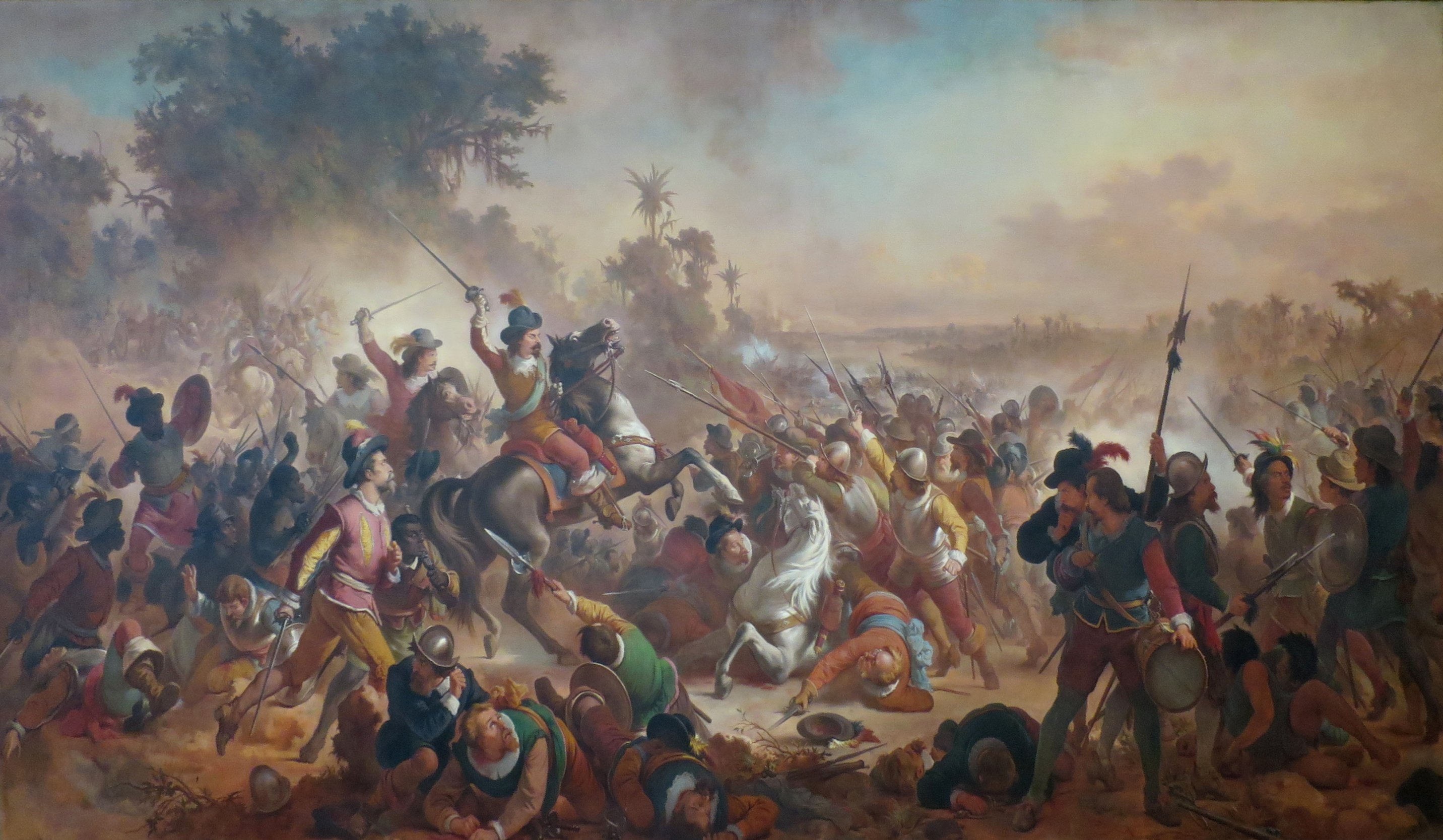
Битва за Гуарарапес (1879)
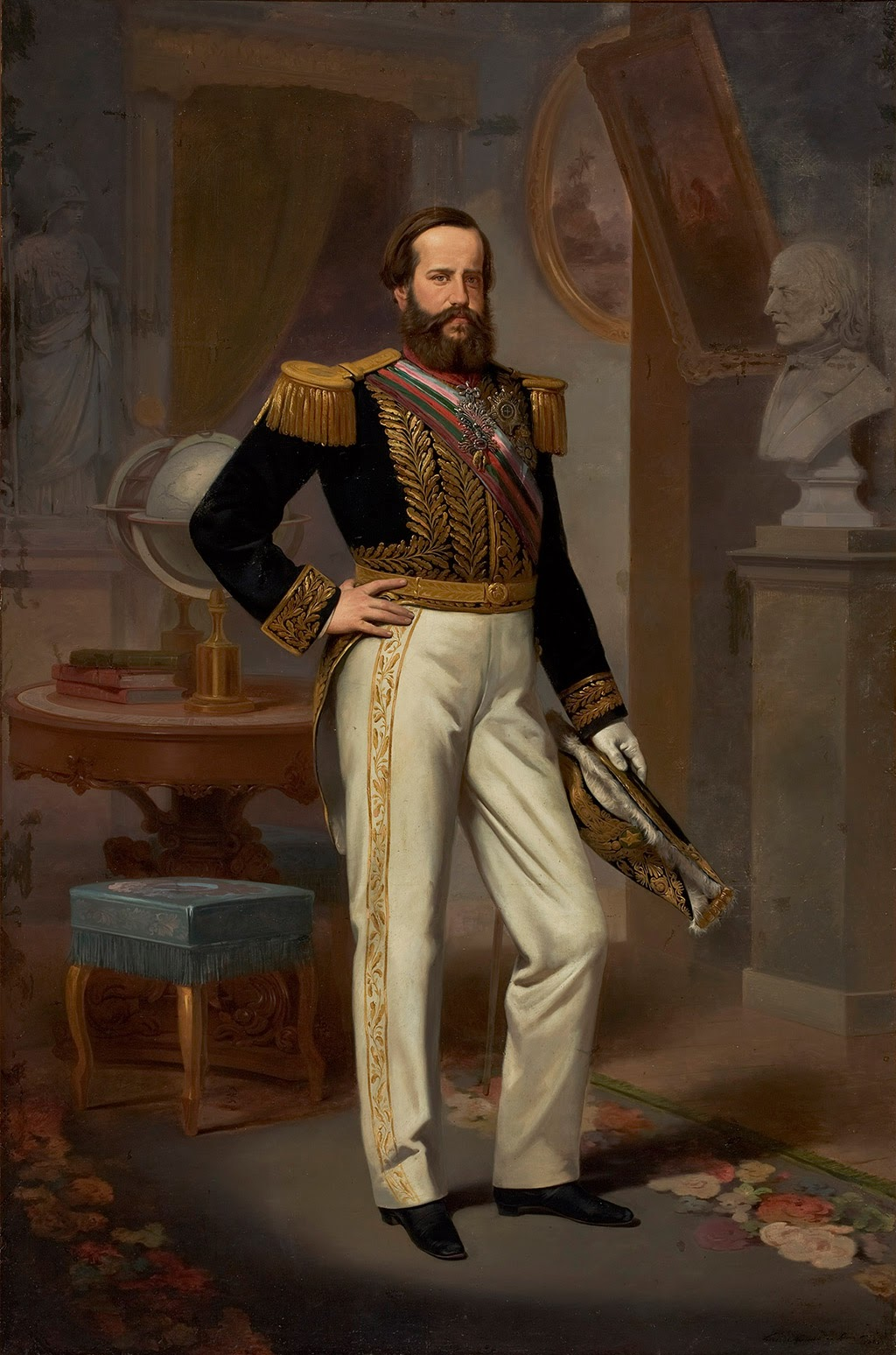
Портрет императора Бразилии Педру II  (1864)
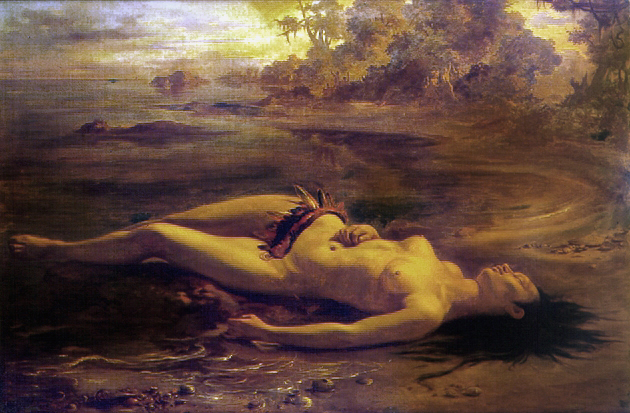
Моэма (героиня поэмы «Карамуру» Санта Риты Дурао), 1866
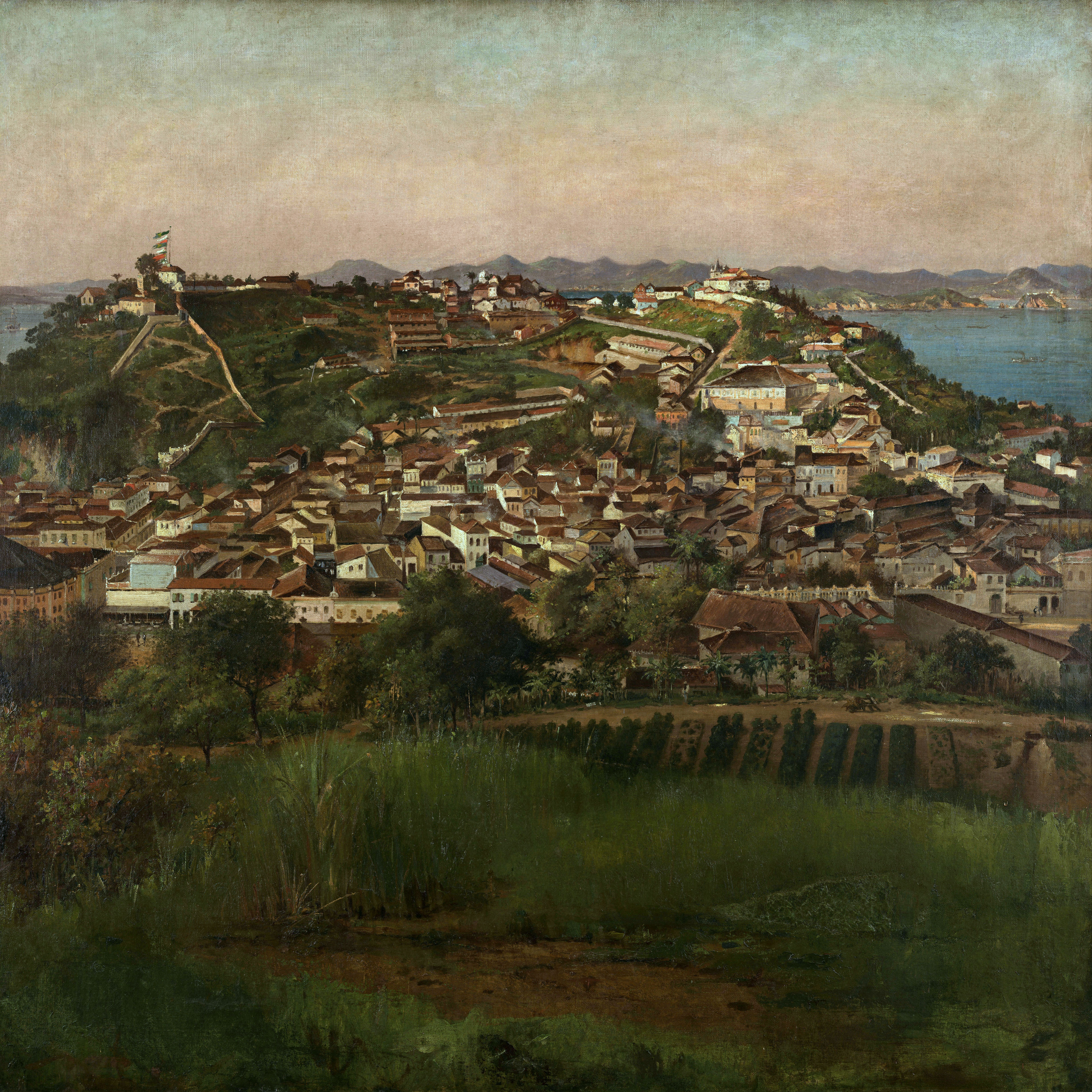
Фрагмент «Панорамы Рио-де-Жанейро» (около 1885)
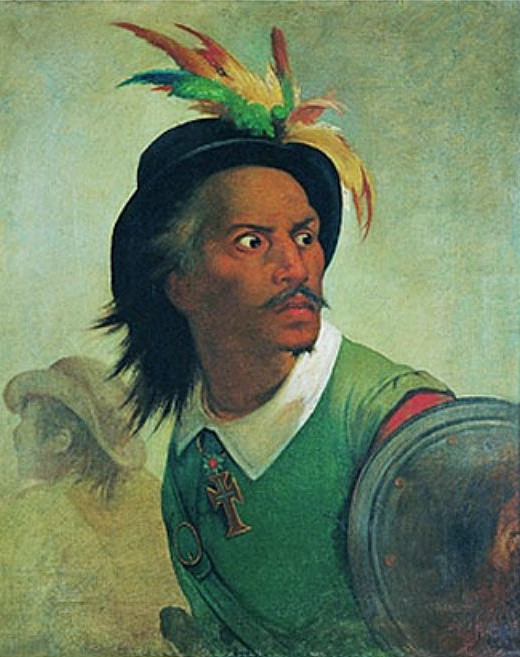
Портрет индейского полководца Антонио Филипе Камарао (1874/1878)
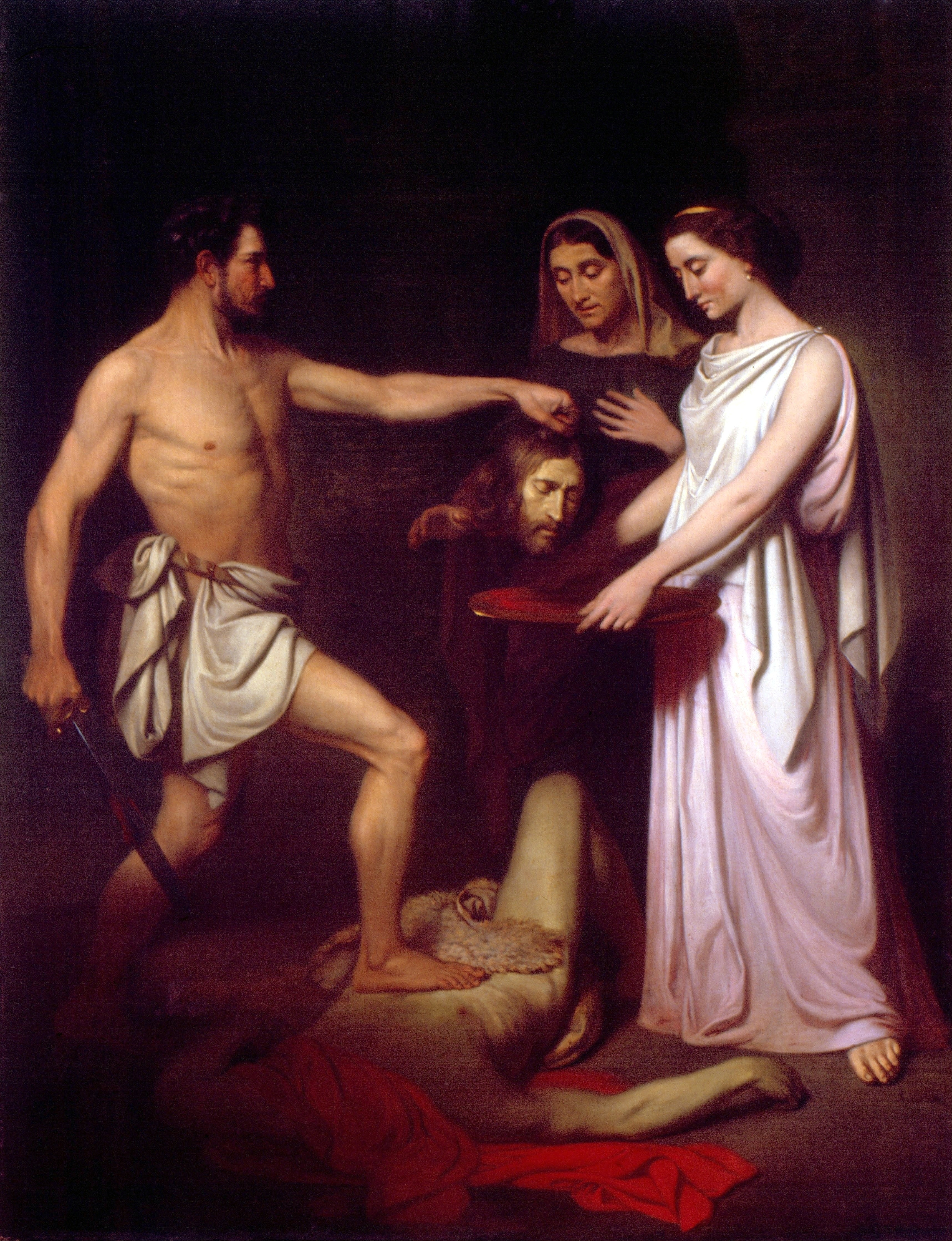
Обезглавливание святого Иоанна Крестителя (1855)